# Ri Happy Brinquedos
Ri Happy Brinquedos é a maior rede varejista de brinquedos do Brasil,

## Historia
fundada em 1988 pelo pediatra Ricardo Sayon, sua mulher Juanita Sayon e o administrador de empresas Roberto Saba. Possui 196 lojas, em todos os estados do Brasil, em dados de maio de 2019.
Em 2012 o fundo de private equity Carlyle Group adquiriu 85% de participação, passando a assumir o controle majoritário da empresa.
Trata-se da empresa varejista do ramo de brinquedos e jogos mais admirada pelos clientes, segundo o prêmio IBEVAR. 

## Ri Happy Baby
Ri Happy Baby é uma loja Baby Store no Brasil. A entrada no setor de produtos para bebês ocorreu em 2013 com a marca Ri Happy Baby, uma unidade especializada para o público de zero a três anos.